# Las Lajas (Panama, Chiriquí)
Pour les articles homonymes, voir Las Lajas.
Las Lajas est un corregimiento  du district de San Félix dans la province de Chiriquí en République de Panama. C'est le siège du district de San Félix.

La province de Chiriqui

## Villages, cités et villes
- Las Lajas
- Lajas Adentro
- Santa Cruz

## Population
Sa population était :
- En 1990 de 2 218 habitants
- En 2000 de 1 191 habitants
- En 2010 de 1 521 habitants